# Extreem grote telescoop

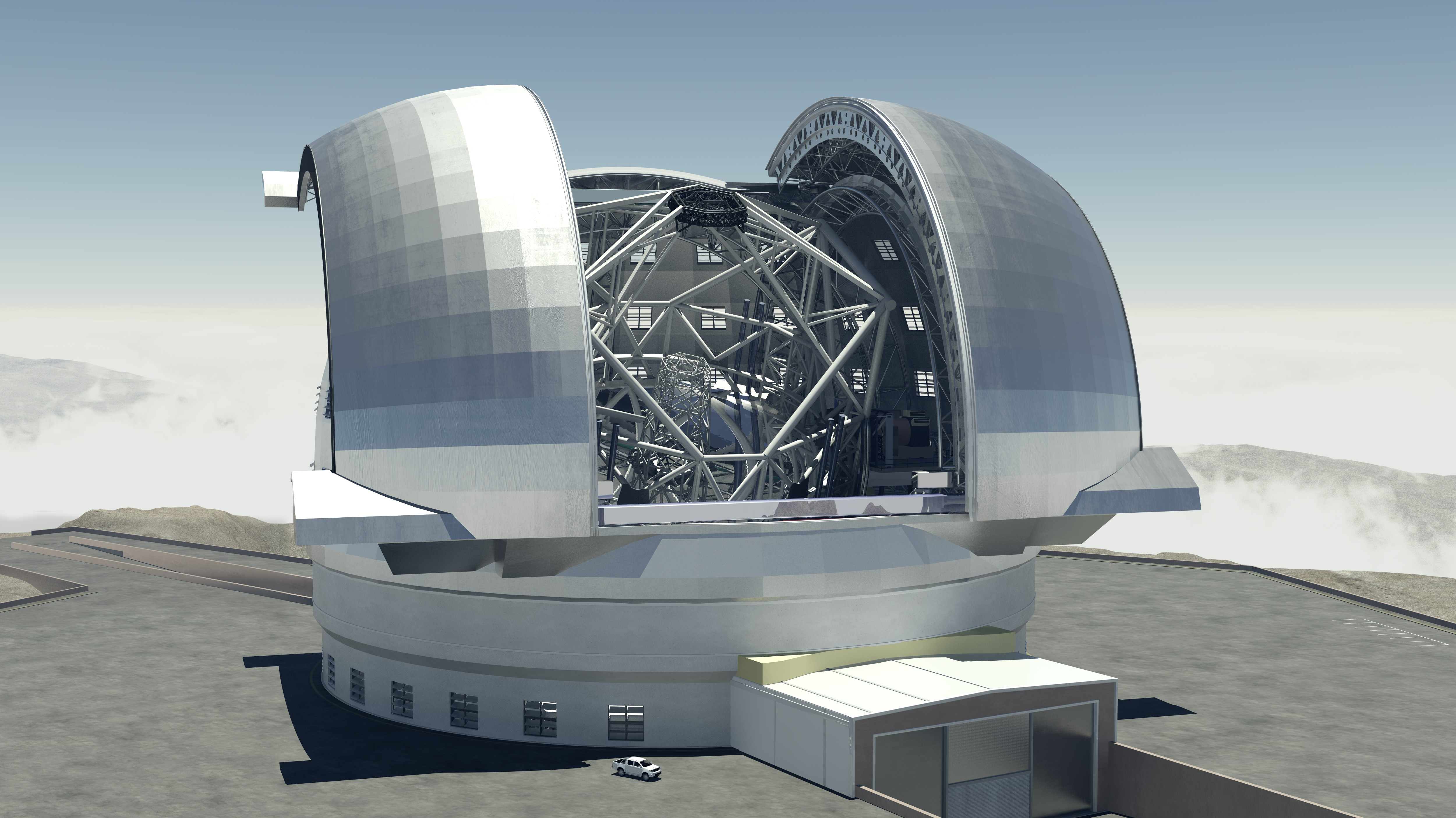
Artistieke impressie van de European Extremely Large Telescope (E-ELT)
Bron: ESO

Onder een extreem grote telescoop (Engels: extremely large telescope, ELT) wordt verstaan een spiegeltelescoop met een diameter groter dan 20 m, voor gebruik met ultraviolet, zichtbaar of infrarood licht. Telescopen voor andere golflengtegebieden kunnen veel groter zijn; er zijn er van 100 m, zoals de Green Bank Telescope (VS) of de LOFAR.
ELT's worden ontworpen ter vergroting van de kans dat men aarde-achtige planeten rond andere sterren vindt.
Deze telescopen hebben een aantal eigenschappen gemeen. Dat betreft in de eerste plaats een gesegmenteerde hoofdspiegel (net als bijvoorbeeld de bestaande Keck-telescopen), en het gebruik van actieve optiek voor hogere-ordecorrecties. Zie voor andere grote telescopen ook het overzicht van de grootste optische telescopen aan het einde van dit artikel.
Hoewel ELT's groot zijn, hebben zij een kleinere apertuur dan de apertuursynthesetelescopen of de grote optische interferometers. Zij hebben echter een veel grotere lichtopbrengst, samen met nog een aantal andere voordelen.

## Voorbeelden van ELT's
Het OWL-project (lichtroze achtergrond) is voorlopig opgeschort.

Voor de E-ELT, de TMT en de GMT (lichtgrijze achtergrond) is de financiering op dit moment (mei 2010) rond.

De LBT en de GTC (lichtgele achtergrond) zijn gereed, maar zij zijn iets kleiner.

De GTC valt met een diameter van „slechts” 10,4 m eigenlijk buiten de categorie extreem grote telescopen.
| Naam                                       | Apertuur (m) | Equiv. apertuur | Oppervlak (m2) | Hoofdspiegel                      | Stand van zaken november 2018                                                               |
| ------------------------------------------ | ------------ | --------------- | -------------- | --------------------------------- | ------------------------------------------------------------------------------------------- |
| Overwhelmingly Large Telescope (OWL)       | 100          | 100             | 6000           | 3048 hexagonale segmenten à 1,6 m | Project opgeschort                                                                          |
| European Extremely Large Telescope (E-ELT) | 39           | 39              | 1116           | 798 hexagonale segmenten à 1,45 m | In aanbouw; de grootste op moment van financiering                                          |
| Thirty Meter Telescope (TMT)               | 30           | 30              | 655            | 492 hexagonale segmenten à 1,45 m | Locatie gekozen                                                                             |
| Giant Magellan Telescope (GMT)             | 24,5         | 21,4            | 368            | 7 spiegels à 8,4 m                | In aanbouw, 1 spiegel gegoten                                                               |
| Large Binocular Telescope (LBT)            | 22,8*        | 11,7            | 111            | 2 spiegels à 8,4 m; één montering | Grootste binoculaire telescoop; grootste niet-gesegmenteerde spiegel; in gebruik sinds 2008 |
| Gran Telescopio Canarias (GTC)             | 10,4         | 10,4            | 74             | 36 hexagonale segmenten à 1,9 m   | Grootste enkelvoudige spiegel; in gebruik sinds 2009                                        |

*Basislijn van LBT door middel van apertuursynthese.
Ook kan hier de Very Large Telescope worden genoemd, met 4 spiegels van 8,2 m, 4 van 1,8 m en 1 van 2,61 m. Ze staan ieder op een eigen montering, maar kunnen worden gekoppeld ten behoeve van interferometrie.

## Plannen
Rond de eeuwwisseling waren er diverse projecten in ontwikkeling, maar slechts enkele ervan zijn tot concrete plannen gekomen.
Voor de volgende projecten is de financiering geheel of gedeeltelijk rond (stand van zaken medio 2010):
- European Extremely Large Telescope[7]
- Giant Magellan Telescope[8]
- Thirty Meter Telescope[9]